# 커넥트 (드라마)
《커넥트》(영어: Connect)는 2022년 12월 7일에 방영된 디즈니 + 수요드라마다.

## 기획의도
죽지 않는 몸을 가진 새로운 인류, ‘커넥트’ 동수가 장기밀매 조직에게 납치당해 한쪽 눈을 빼앗긴 뒤, 자신의 눈이 대한민국을 떠들썩하게 만든 연쇄살인마에게 이식됐다는 것을 알고 그를 쫓는 지독한 추격을 담아낸 이야기

## 제작진

### 제작
- 이은경
- 안일환
- 김한길

### 제작사
- 스튜디오드래곤
- 리즈필름
- 스튜디오힘

### 연출
- 미이케 다카시

### 극본
- 나카무라 마사루
- 허담

## 등장인물

### 주요 인물
- 정해인 : 하동수 역
- 고경표 : 오진섭 역
- 김혜준 : 최이랑 역
- 김뢰하 : 최형사 역

### 그 외 인물
- 장광 : 의사 역
- 양동근 : Z 역
- 장희령 : 이선희 역
- 이태형 : 박형사 역
- 한태희 : 임형사 역
- 조복래 : 김씨 역
- 성혁 : 민숙 역
- 정석원 : 은표 역 - 장기매매 조직의 일원
- 손상경 : 덩치 역
- 김규백 : 우진 역
- 오하늬 : 지영 역
- 정동훈 : 황명훈 역
- 유순철 : 고물상 사장 역
- 손영순 : 사장부인 역
- 차건우 : 진섭의 회사 상사 역
- 최재영 : 용수로 보행자 역
- 김예겸 : 어린 동수 역
- 하범석 : 스트리트 뮤지션 역
- 강우 : 회사 경비원A 역
- 엄지만 : 회사 경비원B 역
- 은종건 : 회사 경비원C 역
- 박건주 : 깡패A 역
- 이수민 : 깡패C 역
- 서문호 : 깡패D 역
- 박종욱 : 깡패E 역
- 문수영 : 화장실남 역
- 정나무 : 화장실녀 역
- 윤동남 : 일진고딩 1 역
- 서정빈 : 일진고딩 2 역
- 한명환 : 일진고딩 3 역
- 김소형 : 편의점 알바 역
- 한지아 : 젊은여자A 역
- 장순미 : 순대국집사장 역
- 김최용준 : Z 스태프A 역
- 리소 : Z 스태프B 역
- 한태경 : 검시관 역
- 김봉수 : 산책 할아버지 역
- 오영미 : 구경꾼1 역
- 박상석 : 구경꾼2 역
- 안진혁 : 구경꾼3 역
- 한예주 : 구경꾼4 역
- 류이정 : 사원1 역
- 김도영 : 사원2 역
- 김대현 : 경찰관1 역
- 송은석 : 경찰관2 역
- 양하윤 : 아나운서 역
- 한유정 : 사체아트1 역
- 김승훈 : 사체아트2 역
- 오혁 : 사체아트3 역
- 박경현 : 사체아트4 역
- 정하빈 : 어린 이랑 역
- 허이재 : 샐러리맨 역
- 박율 : 미소녀 역
- 김범준 : 배달라이더 역
- 신민수 : 순대국집 남사장 역
- 박유리나 : 순대국집 행인 역
- 조형래 : 동수 부 역
- 채송화 : 동수 모 역
- 박송후 : 응급실 의사 역
- 이가영 : 응급실 간호사 역
- 정민석 : 병원 경비원 역
- 배인욱 : 동수 닮은꼴 역
- 엄주연 : 소녀1 역
- 세미 : 소녀2 역
- 김가빈 : 소녀3 역
- 이주영 : 아이1 역
- 장하성 : 아이2 역
- 김재준 : 아이3 역
- 김수현 : 아이4 역
- 안소예 : 아이5 역
- 장서영 : 아이6 역

### 특별출연
- 하승진 : 기든 역
- 이유미 : 여대생 역
- 정영주 : 계영란 역 - 점성술사